# Wettaburg
Wettaburg ist ein Ortsteil von Naumburg (Saale) und liegt im Burgenlandkreis in Sachsen-Anhalt.

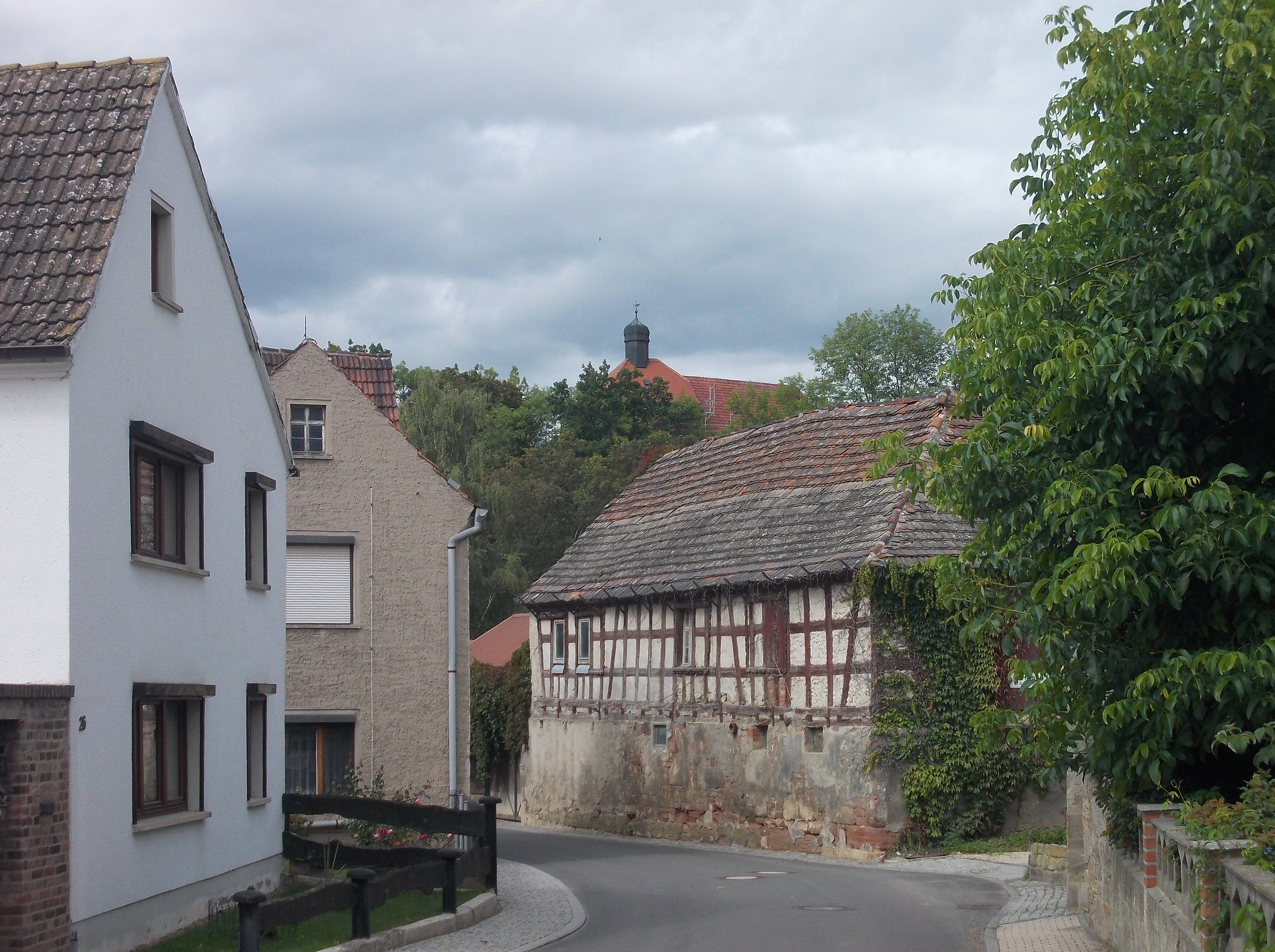
Wethautalstraße mit der Kirche im Hintergrund

## Lage
Wettaburg liegt etwa 6 km vor Naumburg und ca. 8 km vor der Autobahnabfahrt Osterfeld. Der Ort wird von drei Seiten von der aus Richtung Großgestewitz kommenden Wethau umflossen.

## Geschichte
Der Name Wethau oder Weitaha in der ältesten überlieferten Form, „-aha“ bedeutet althochdeutsch Bach, zeigt die Anwesenheit der Germanen. Da der Ortsname sich auf den Bach bezieht, ist er wesentlich jünger. Der Namensbestandteil „-burg“ kommt nämlich erst zur karolingischen Zeit auf. Ab Mitte des 7. Jahrhunderts siedelten sich sorbische Einwanderer an der Wethau an.  Als sie sich zum Kleinstamm organisierten, benannten sie sich nach dem Gewässer. Erstmals wurden sie aber erst 981 als Weta erwähnt. 
Die Erstnennung von Wettaburg stammt aus dem Jahre 766. Der Frankenkönig Pippin der Jüngere besiegte in diesem Jahr bei der Weidahaburc slawische Stämme. Dies waren ganz sicher nicht die Wetha, sie waren wohl frankentreu und viel zu klein für einen Aufstand, sondern über die Mulde vorgedrungene größere Verbände. Berücksichtigt man, dass die Chronisten erst im Rückblick zu den Ereignissen berichteten, ist auch nicht gesichert, ob schon 766 hier eine Burg vorhanden war. Die hätte dann die Form eines klassischen Ringwalls haben müssen. Vielmehr scheint es realistischer, dass König Pippin aus der Erfahrung eines stattgefundenen Angriffs hier einen Burgenbau veranlasst haben könnte. Dafür spricht die modernere rechteckige Gestalt der einen Kilometer nordöstlich auf einem Plateau gefundenen Spuren. Der Chronist nutzte dann diese ihm bekannte Burg zur Beschreibung des Schlachtortes. Die gesamte Anlage bestand aus einer Vor- und Kernburg, welche als Rechteckbau errichtet worden waren. Beide Teile der Anlage waren durch einen Halsgraben voneinander getrennt. Drei weitere Gräben umgaben die gesamte Burganlage. Aus ihrer Struktur ist eine Weiterentwicklung der Burg im Hochmittelalter zu erkennen.  Im Jahre 1432 wird berichtet, dass man die Steine der verwüsteten Burg benutzte, um daraus eine Mühle, die Herrenmühle, zu errichten. 
Wann der Ort selbst entstand, ist nicht bekannt, jedenfalls nach der Burg, auf welche der Name verweist. Sicher ist, dass im 10. Jahrhundert auf dem Kirschberg ein Gotteshaus, eine Wehrkirche, errichtet wurde. Bei der Gründung des Bistums Zeitz im Jahre 968 wurde Wettaburg vom Kaiser an selbiges übereignet. Eine Nennung des pagus Vedu im Jahre 1012 und wieder 1018 zeigt, dass die Wettaburg Mittelpunktsort eines Burgwardes war und eine Siedlung in der Nähe somit ziemlich sicher ist. Ob nun hier Sorben vom Stamme der Wetha, wie im Nachbarort Beuditz, oder Franken, wie im nahen Mertendorf, lebten, kann aus dem Ortsnamen nicht abgeleitet werden. 
Wettaburg wurde im 17. Jahrhundert mehrfach von der Pest heimgesucht. So auch in den Jahren 1611 und 1613. Während des Dreißigjährigen Krieges wurde Wettaburg größtenteils zerstört. 1752 und 1774 kam es zu großen Überschwemmungen in Wettaburg. 1774 wurde dabei die Schule des Ortes vollständig zerstört. Nachdem im Jahre 1776 auch das Pfarrhaus durch einen Brand vernichtet wurde, entschloss man sich auf dem Gelände eine neue Schule zu errichten. Gleichzeitig richtete man für den Pfarrer in dem Gebäude eine Wohnung ein.
1790 gehörte Wettaburg als Exklave zum kursächsischen Amt Tautenburg. Mit dem Wiener Kongress kam der Ort 1815 zum preußischen Landkreis Naumburg in der Provinz Sachsen. 1822 lebten im Ort 137 Einwohner in 24 Häusern. Nicht weit entfernt vom Dorf befand sich damals eine kleine Waldung, der Hahn genannt.
Der Heimat- und Naturforscher Carl Lindner war zeitweise Pfarrer und Chronist des Ortes. Nach ihm ist der Lindnerweg in Wettaburg benannt.
Am 1. Juli 1950 wurde die bis dahin eigenständige Gemeinde Meyhen eingegliedert.
Am 1. Oktober 1991 wurde Wettaburg zusammen mit Beuditz nach Naumburg eingemeindet.